# Dispositivo de armazenamento de dados

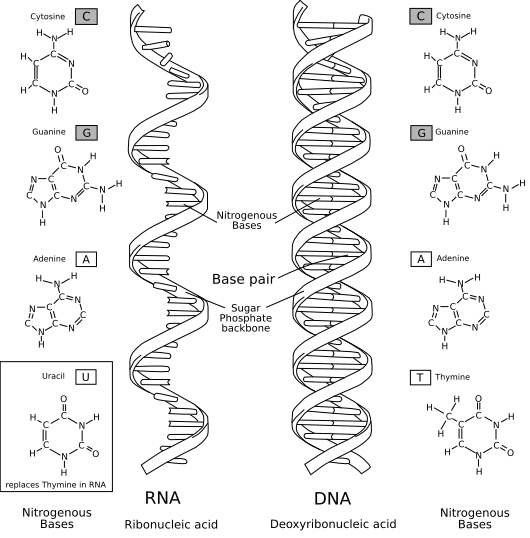
O RNA é um meio de armazenamento biológico.

Dispositivo de armazenamento é um dispositivo capaz de armazenar informações (dados) para posterior consulta ou uso. Essa gravação de dados pode ser feita praticamente usando qualquer forma de energia, desde força manual humana como na escrita, passando por vibrações acústicas em gravações fonográficas até modulação de energia eletromagnética em fitas magnéticas e discos ópticos.
Um dispositivo de armazenamento pode guardar informação, processar informação ou ambos. Um dispositivo que somente guarda informação é chamado mídia de armazenamento. Dispositivos que processam informações (equipamento de armazenamento de dados) podem tanto acessar uma mídia de gravação portátil ou podem ter um componente permanente que armazena e recupera dados.
Armazenamento eletrônico de dados é o armazenamento que requer energia elétrica para armazenar e recuperar dados. A maioria dos dispositivos de armazenamento que não requerem visão e um cérebro para ler os dados se enquadram nesta categoria. Dados eletromagnéticos podem ser armazenados em formato analógico ou digital em uma variedade de mídias. Este tipo de dados é considerado eletronicamente codificado, sendo ou não armazenado eletronicamente em um dispositivo semicondutor (chip), uma vez que certamente um dispositivo semicondutor foi utilizado para gravá-la em seu meio. As mídias de armazenamento processadas eletronicamente (incluindo algumas formas de armazenamento de dados de computador) são considerados de armazenamento permanente (não volátil), ou seja, os dados permanecem armazenados quando a energia elétrica é removida do dispositivo. Em contraste, a maioria das informações armazenadas eletronicamente na maioria dos tipos de semicondutores são microcircuitos memória volátil, pois desaparecem com a remoção da energia elétrica.
Com exceção de Códigos de barras e OCR, o armazenamento eletrônico de dados é mais fácil de se revisar e pode ser mais econômico do que métodos alternativos, devido à exigência menor de espaço físico e à facilidade na troca (re-gravação) de dados na mesma mídia. Entretanto, a durabilidade de métodos como impressão em papel é ainda superior a muitas mídias eletrônicas. As limitações relacionadas à durabilidade podem ser superadas ao se utilizar o método de duplicação dos dados eletrônicos, comumente chamados de cópia de segurança ou back-up.
Tipos de dispositivos de armazenamento:
- Por meios magnéticos. Exemplos: Disco Rígido.
- Por meios ópticos. Exemplos: CD, DVD.
- Por meios eletrônicos (SSDs) - chip - Exemplos: cartão de memória, pen drive.

Frisando que: Memória RAM não é um dispositivo de armazenamento de informações.

## Dispositivos de armazenamento por meio magnético
Os dispositivos de armazenamento por meio magnético são os mais antigos e mais utilizados atualmente, por permitir uma grande densidade de informação, ou seja, armazenar grande quantidade de dados em um pequeno espaço físico. São mais antigos, porém foram se aperfeiçoando no decorrer do tempo.
Para a gravação, a cabeça de leitura e gravação do dispositivo gera um campo magnético que magnetiza os dipolos magnéticos,
representando assim dígitos binários (bits) de acordo com a polaridade utilizada.
Para a leitura, um campo magnético é gerado pela cabeça de leitura e gravação e, quando em contacto com os dipolos magnéticos da mídia verifica se esta atrai ou repele o campo magnético, sabendo assim se o polo encontrado na molécula é norte ou sul.
Como exemplo de dispositivos de armazenamento por meio magnético, podemos citar os Discos Rígidos.
Os dispositivos de armazenamento magnéticos que possuem mídias removíveis normalmente não possuem capacidade e confiabilidade equivalente aos dispositivos fixos, pois sua mídia é frágil e possui capacidade de armazenamento muito pequena se comparada a outros tipos de dispositivos  de armazenamento magnéticos.

## Dispositivos de armazenamento por meio óptico

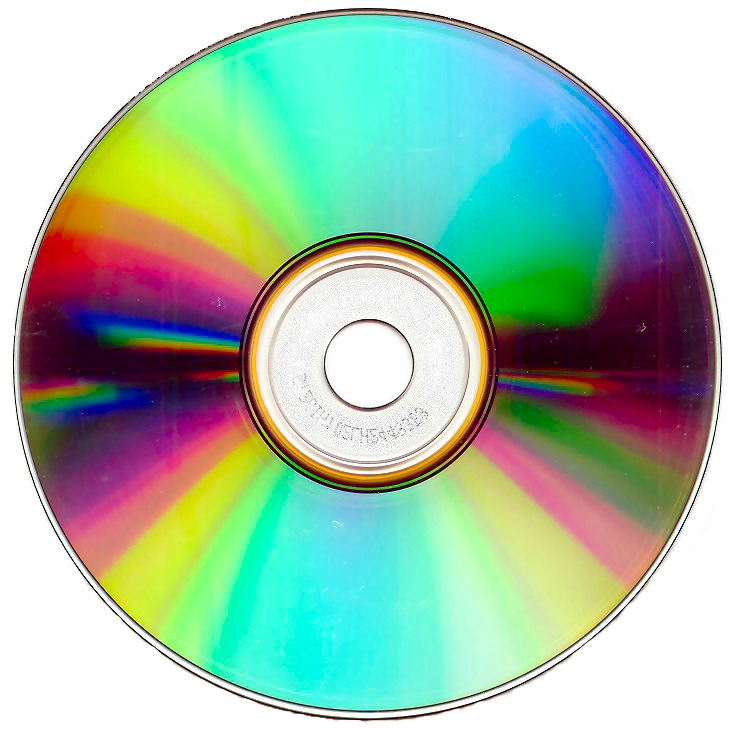
Imagem de um CD-ROM.

Os dispositivos de armazenamento por meio óptico são os mais utilizados para o armazenamento de informações multimídia, sendo amplamente aplicados no armazenamento de filmes, música, etc. Apesar disso também são muito utilizados para o armazenamento de informações e programas, sendo especialmente utilizados para a instalação de programas no computador.
Exemplos de dispositivos de armazenamento por meio óptico são os CD-ROMs, CD-RWs, DVD-ROMs, DVD-RWs etc.
A leitura das informações em uma mídia óptica se dá por meio de um feixe laser de alta precisão, que é projetado na superfície da mídia. A superfície da mídia é gravada com sulcos microscópicos capazes de desviar o laser em diferentes direções, representando assim diferentes informações, na forma de dígitos binários (bits).
A gravação das informações em uma mídia óptica necessita de uma mídia especial, cuja superfície é feita de um material que pode ser “queimado” pelo feixe laser do dispositivo de armazenamento, criando assim os sulcos que representam os dígitos binários (bits)).

## Dispositivos de armazenamento por meio eletrônico (SSDs)
Este tipo de dispositivos de armazenamento é o mais recente e é o que mais oferece perspectivas para a evolução do desempenho na tarefa de armazenamento de informação. Esta tecnologia também é conhecida como memórias de estado sólido ou SSDs (solid state drive) por não possuírem partes móveis, apenas circuitos eletrônicos que não precisam se movimentar para ler ou gravar informações.
Os dispositivos de armazenamento por meio eletrônico podem ser encontrados com as mais diversas aplicações, desde Pen Drives, até cartões de memória para câmeras digitais, e, mesmo os discos rígidos possuem uma certa quantidade desse tipo de memória funcionando como buffer.
A gravação das informações em um dispositivo de armazenamento por meio eletrônico se dá através dos materiais utilizados na fabricação dos chips que armazenam as informações. Para cada dígito binário (bit) a ser armazenado nesse tipo de dispositivo existem duas portas feitas de material semicondutor, a porta flutuante e a porta de controle. Entre estas duas portas existe uma pequena camada de óxido, que quando carregada com elétrons representa um bit 1 e quando descarregada representa um bit 0.
Esta tecnologia é semelhante à tecnologia utilizada nas memórias RAM do tipo dinâmica, mas pode reter informação por longos períodos de tempo, por isso não é considerada uma memória RAM propriamente dita.
Os dispositivos de armazenamento por meio eletrônico tem a vantagem de possuir um tempo de acesso muito menor que os dispositivos por meio magnético, por não conterem partes móveis. O principal ponto negativo desta tecnologia é o seu custo ainda muito alto, portanto dispositivos de armazenamento por meio eletrônico ainda são encontrados com pequenas capacidades de armazenamento e custo muito elevado se comparados aos dispositivos magnéticos.